# Unguma
Unguma – wieś w Estonii, w prowincji Sarema, w gminie Pöide.